# Mannersdorf am Leithagebirge
Mannersdorf am Leithagebirge är en stadskommun  i distriktet Bruck an der Leitha i förbundslandet Niederösterreich i Österrike. Kommunen har 4 224 invånare (2024).
Kommunen består av tre orter (Ortschaften) (inom parentes invånarantal 1 januari 2024):
- Mannersdorf am Leithagebirge (3 529)
- Sandberg (81)
- Wasenbruck (614)